# ذو المنقار الخطمي
ذو المنقار الخطمي (الاسم العلمي: Rhynchorhamphus)، جنس أسماك بحرية من فصيلة نصفيات المنقار.

## الأنواع
يوجد حاليًا أربعة أنواع معروفة في هذا الجنس
- ذو المنقار الخطمي العربي Parin & Shcherbachev, 1972 (سمك طائر عربي)
- Rhynchorhamphus georgii (اشيل فالنسيان, 1847) (أبو منقار طويل المنقار)
- Rhynchorhamphus malabaricus بروس بيدن كوليت, 1976 (أبو منقار الملبار)
- Rhynchorhamphus naga بروس بيدن كوليت, 1976